# Kim Min-jae (futbolista)
Kim Min-jae (en coreano: 김민재; Tongyeong, Corea del Sur, 15 de noviembre de 1996) es un futbolista surcoreano que juega en la posición de defensa para el Bayern de Múnich de la 1. Bundesliga de Alemania.

## Trayectoria

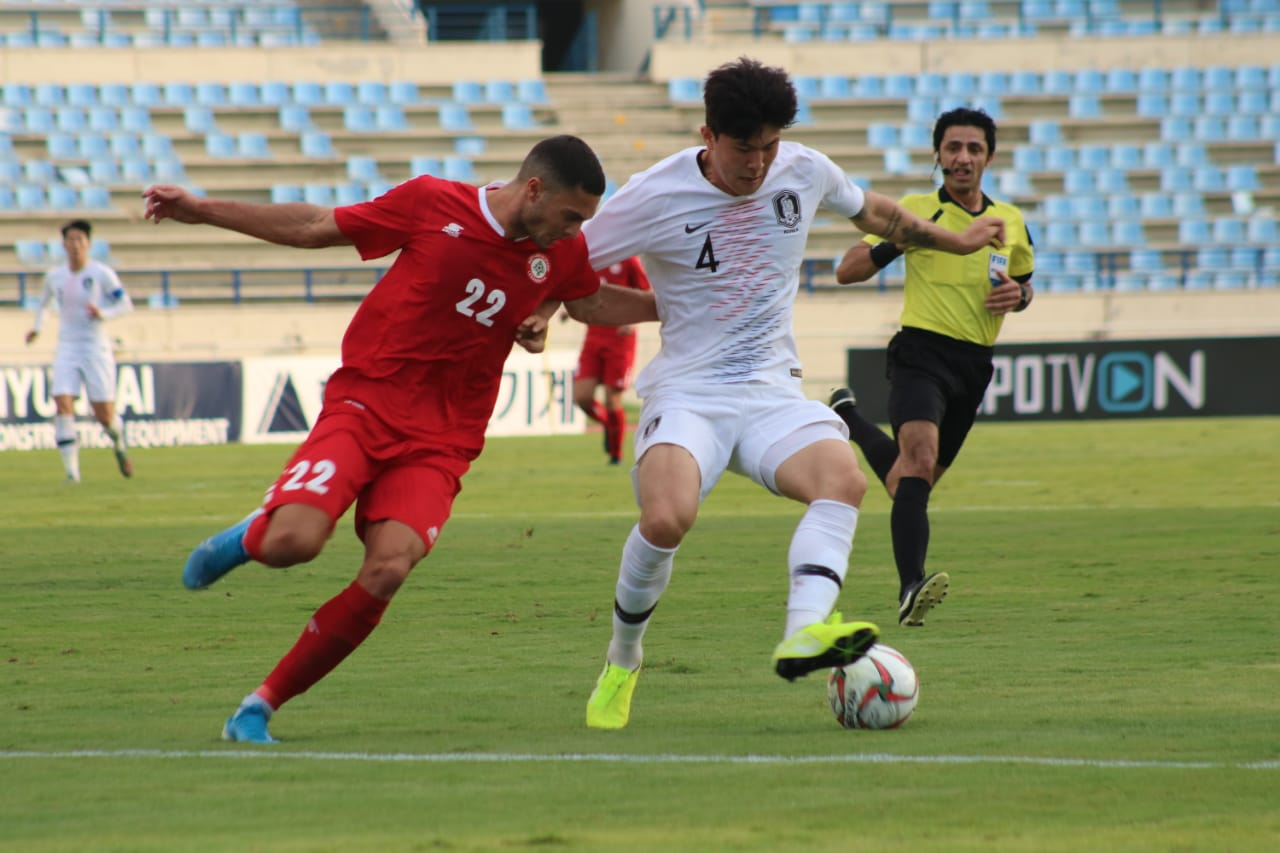
Min-jae jugando para Corea del Sur

### Comienzos
Comenzó a jugar a nivel escolar, pasando por los equipos de la Escuela Secundaria Técnica de Suwon (en la que Park Ji-sung ya había dado sus primeros pasos) y la Universidad Yonsei. En 2016 fue fichado gratis por el Gyeongju KHNP, con el que debutó en el torneo semiprofesional de la Liga Nacional de Corea.
Al año siguiente fichó por el Jeonbuk Hyundai, equipo de la primera división coreana. Con los verdes se convirtió inmediatamente en titular, gracias a la confianza depositada en él por el entrenador Choi Kang-hee, y se consolidó como uno de los mejores defensas de la K League. En dos años totalizó tres goles en sesenta partidos, ganando dos ligas consecutivas y dos premios al Mejor Jugador Joven de la Liga. Con el Jeonbuk, el central también llegó a jugar la Liga de Campeones de la AFC en 2018.

### Beijing Guoan
El 4 de julio de 2019, el Beijing Guoan de la Superliga de China anunció la compra del jugador. Con el equipo pekinés, se consolidó inmediatamente como uno de los mejores defensores de la Superliga: tales actuaciones despertaron el interés de varios clubes europeos, entre ellos el Tottenham, que se interesó fuertemente por adquirir al defensa surcoreano. En mayo de 2020, por una cantidad de 15 millones de euros, los ingleses llegaron a un acuerdo con el club de Pekín que, sin embargo, no se cerró por motivos burocráticos.

### Fenerbahçe S. K.
El 13 de agosto de 2021 firmó un contrato de cuatro años con el Fenerbahçe S. K. Debutó en la liga turca nueve días después, jugando como titular en la primera jornada contra el Antalyaspor (2-0). El 16 de septiembre siguiente, debutó en la Liga Europa en un empate a uno contra el Eintracht Fráncfort. Finalmente, el 20 de marzo de 2022, marcó su único gol de la temporada contra el Konyaspor. Debido a su rendimiento, fue incluido en el Equipo del Año de la Superliga al final de la temporada.

### Napoli
El 27 de julio de 2022 se hizo oficial su traspaso a la S. S. C. Napoli. Debutó como titular con los italianos el 15 de agosto siguiente, en la victoria por 5-2 de visitantes ante el Hellas Verona, en la primera jornada de la Serie A. En la fecha siguiente marcó su primer gol en Italia, fijando el marcador en el 4-0 final en el partido de local contra la A. C. Monza. El 8 de septiembre debutó en la Liga de Campeones, en la victoria del Napoli por 4 a 1 contra el Liverpool F. C. Gracias a su rendimiento en el inicio de temporada, fue galardonado como mejor futbolista del mes de septiembre por la Lega Serie A y mejor futbolista del mes de octubre por la Asociación Italiana de Futbolistas (AIC). Con el Napoli, se consagró campeón del scudetto en su año de debut en la liga italiana, ganando también el premio Lega Serie A al mejor defensa.

### Bayern de Múnich
Se unió al Bayern de Múnich procedente del Napoli de Italia. El contrato se extendió hasta 2028, con un traspaso de 50 millones de euros.

## Selección nacional

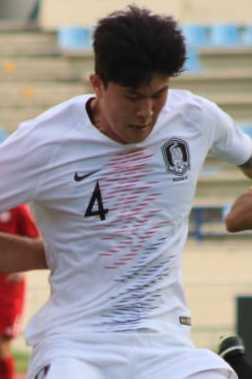
Con la camiseta de la selección surcoreana en 2019.

Tras jugar con la selección de fútbol sub-20 de Corea del Sur y la sub-23, finalmente hizo su debut con la selección absoluta el 31 de agosto de 2017 en un encuentro de clasificación para la Copa Mundial de Fútbol de 2018 contra Irán que finalizó con un resultado de empate a cero.

### Participaciones en Copas del Mundo
| Mundial                        | Sede  | Resultado        | Partidos | Goles |
| ------------------------------ | ----- | ---------------- | -------- | ----- |
| Copa Mundial de Fútbol de 2022 | Catar | Octavos de final | 3        | 0     |

### Goles internacionales
| # | Fecha                   | Estadio                                                 | Oponente   | Gol | Resultado | Competición                                |
| - | ----------------------- | ------------------------------------------------------- | ---------- | --- | --------- | ------------------------------------------ |
| 1 | 11 de enero de 2019     | Estadio Hazza bin Zayed, Al Ain, Emiratos Árabes Unidos | Kirguistán | 0-1 | 0-1       | Copa Asiática 2019                         |
| 2 | 16 de enero de 2019     | Estadio Al-Nahyan, Abu Dabi, Emiratos Árabes Unidos     | China      | 2-0 | 2-0       | Copa Asiática 2019                         |
| 3 | 15 de diciembre de 2019 | Estadio Asiad de Busan, Busan, Corea del Sur            | China      | 1-0 | 1-0       | Campeonato de Fútbol del Este de Asia 2019 |
| 4 | 17 de octubre de 2023   | Estadio Mundialista de Suwon, Suwon, Corea del Sur      | Vietnam    | 1-0 | 6-0       | Amistoso                                   |

## Estadísticas

### Clubes
Actualizado al último partido disputado el 26 de abril de 2025.
| Club                                       | Div.          | Temporada     | Liga  | Liga  | Copas nacionales | Copas nacionales | Copas internacionales | Copas internacionales | Total | Total |
| Club                                       | Div.          | Temporada     | Part. | Goles | Part.            | Goles            | Part.                 | Goles                 | Part. | Goles |
| ------------------------------------------ | ------------- | ------------- | ----- | ----- | ---------------- | ---------------- | --------------------- | --------------------- | ----- | ----- |
| Gyeongju KHNP Corea del Sur                | 3.ª           | 2016          | 17    | 0     | 0                | 0                | ―                     | ―                     | 17    | 0     |
| Gyeongju KHNP Corea del Sur                | Total club    | Total club    | 17    | 0     | 0                | 0                | 0                     | 0                     | 17    | 0     |
| Jeonbuk Hyundai Motors F. C. Corea del Sur | 1.ª           | 2017          | 29    | 2     | 1                | 0                | ―                     | ―                     | 30    | 2     |
| Jeonbuk Hyundai Motors F. C. Corea del Sur | 1.ª           | 2018          | 23    | 1     | 1                | 0                | 6                     | 0                     | 30    | 1     |
| Jeonbuk Hyundai Motors F. C. Corea del Sur | Total club    | Total club    | 52    | 3     | 2                | 0                | 6                     | 0                     | 60    | 3     |
| Beijing Sinobo Guoan China                 | 1.ª           | 2019          | 26    | 0     | 2                | 0                | 6                     | 0                     | 34    | 0     |
| Beijing Sinobo Guoan China                 | 1.ª           | 2020          | 17    | 0     | 0                | 0                | 6                     | 0                     | 23    | 0     |
| Beijing Sinobo Guoan China                 | 1.ª           | 2021          | 2     | 0     | 0                | 0                | 0                     | 0                     | 2     | 0     |
| Beijing Sinobo Guoan China                 | Total club    | Total club    | 45    | 0     | 2                | 0                | 12                    | 0                     | 59    | 0     |
| Fenerbahçe S. K. Turquía                   | 1.ª           | 2021-22       | 31    | 1     | 1                | 0                | 8                     | 0                     | 40    | 1     |
| Fenerbahçe S. K. Turquía                   | Total club    | Total club    | 31    | 1     | 1                | 0                | 8                     | 0                     | 40    | 1     |
| S. S. C. Napoli · Italia                   | 1.ª           | 2022-23       | 35    | 2     | 1                | 0                | 9                     | 0                     | 45    | 2     |
| S. S. C. Napoli · Italia                   | Total club    | Total club    | 35    | 2     | 1                | 0                | 9                     | 0                     | 45    | 2     |
| Bayern de Múnich · Alemania                | 1.ª           | 2023-24       | 25    | 1     | 2                | 0                | 9                     | 0                     | 36    | 1     |
| Bayern de Múnich · Alemania                | 1.ª           | 2024-25       | 27    | 2     | 3                | 0                | 13                    | 1                     | 43    | 3     |
| Bayern de Múnich · Alemania                | Total club    | Total club    | 52    | 3     | 5                | 0                | 22                    | 1                     | 79    | 4     |
| Total carrera                              | Total carrera | Total carrera | 232   | 9     | 11               | 0                | 57                    | 1                     | 300   | 10    |

## Palmarés

### Campeonatos nacionales
| Título                | Club                         | País          | Año     |
| --------------------- | ---------------------------- | ------------- | ------- |
| K League 1            | Jeonbuk Hyundai Motors F. C. | Corea del Sur | 2017    |
| K League 1            | Jeonbuk Hyundai Motors F. C. | Corea del Sur | 2018    |
| Serie A               | S. S. C. Napoli              | Italia        | 2022-23 |
| 1. Bundesliga         | Bayern de Múnich             | Alemania      | 2024-25 |
| Supercopa de Alemania | Bayern de Múnich             | Alemania      | 2025    |

### Campeonatos internacionales
| Título                                | Club                                        | País          | Año  |
| ------------------------------------- | ------------------------------------------- | ------------- | ---- |
| Juegos Asiáticos                      | Selección de fútbol sub-23 de Corea del Sur | Indonesia     | 2018 |
| Campeonato de Fútbol de Asia Oriental | Selección de fútbol de Corea del Sur        | Corea del Sur | 2019 |

### Distinciones individuales
| Distinción                                              | Año        |
| ------------------------------------------------------- | ---------- |
| Mejor joven de la K League 1                            | 2017, 2018 |
| Mejor defensa del Campeonato de Fútbol de Asia Oriental | 2019       |
| Premio Lega Serie A al mejor defensa                    | 2022-23    |